# Don Don up
株式会社Don Don up（ドンドンアップ）は、岩手県盛岡市にて古着の販売、輸入衣料品・雑貨の輸入販売及び・フランチャイズ事業を行う企業である。アパレルリサイクルドンドンダウン オン ウェンズデイを運営している。

## 略歴
- 1991年 - 創業
- 1995年 - 盛岡市開運橋通に「インディアンリバーロード」オープン
- 1997年 - 有限会社へイプ設立
- 2001年 - 石川県金沢市新堅町に「ココシュ」オープン。岩手県外に進出
- 2005年 - 青森県八戸市チーノはちのへに「ドンドンダウン オン ウェンズデイ」1号店オープン
- 2006年 - 石川県金沢市に「ドンドンダウン オン フライデイ」フランチャイズ1号店オープン
- 2010年 - 社名を「株式会社DonDon up」に変更
- 2014年 - カンボジアの首都プノンペン郊外に「ドンドンダウン オン ウエンズデイ」 カンボジア1号店オープン。[1]

## 特徴
古着ショップの「ドンドンダウン オン ウェンズデイ」の全国展開を進めている。直営店のほかフランチャイズ化を積極的に行っている。
毎週水曜日に在庫品の古着を「どんどん」値下げして古着の在庫が長期にならないように工夫している。例えば、2,000円の商品は次の水曜日になると1,500円、更にその次の水曜日には900円、そして最後の水曜日を迎えたら100円まで値下げになる。
この販売方法が店名の由来になっている。